# آرثر كوغزويل
آرثر كوغزويل (بالإنجليزية: Arthur Cogswell)‏ هو مهندس معماري أمريكي، ولد في 29 أكتوبر 1930، وتوفي في 29 سبتمبر 2010.